# 新城 (宜野湾市)
新城（あらぐすく）は沖縄県宜野湾市の地名。現行行政地名は新城一丁目・新城二丁目及び字新城。郵便番号は901-2201。

## 地理
宜野湾市北東部に位置する。北から北東で普天間、東で野嵩、南で上原、西から北西で喜友名と隣接する。字新城は普天間飛行場内にあたる。

## 交通

### 道路
- 国道330号
- 沖縄県道81号宜野湾北中城線

## 施設
- 普天間飛行場
- 在那覇フィリピン共和国名誉総領事館[1]
- 宜野湾市立普天間中学校
- 宜野湾市立普天間第二小学校
- 宜野湾市立普天間第二幼稚園
- しののめ保育園
- ひかり保育園
- 新城区公民館
- 宜野湾ワークプラザ
- 宜野湾市新城児童センター